# Coaña
Coaña (Cuaña en asturien) est une commune (concejo aux Asturies) située dans la communauté autonome des Asturies en Espagne.

## Paroisses
La commune de Coaña est composée de 7 paroisses :

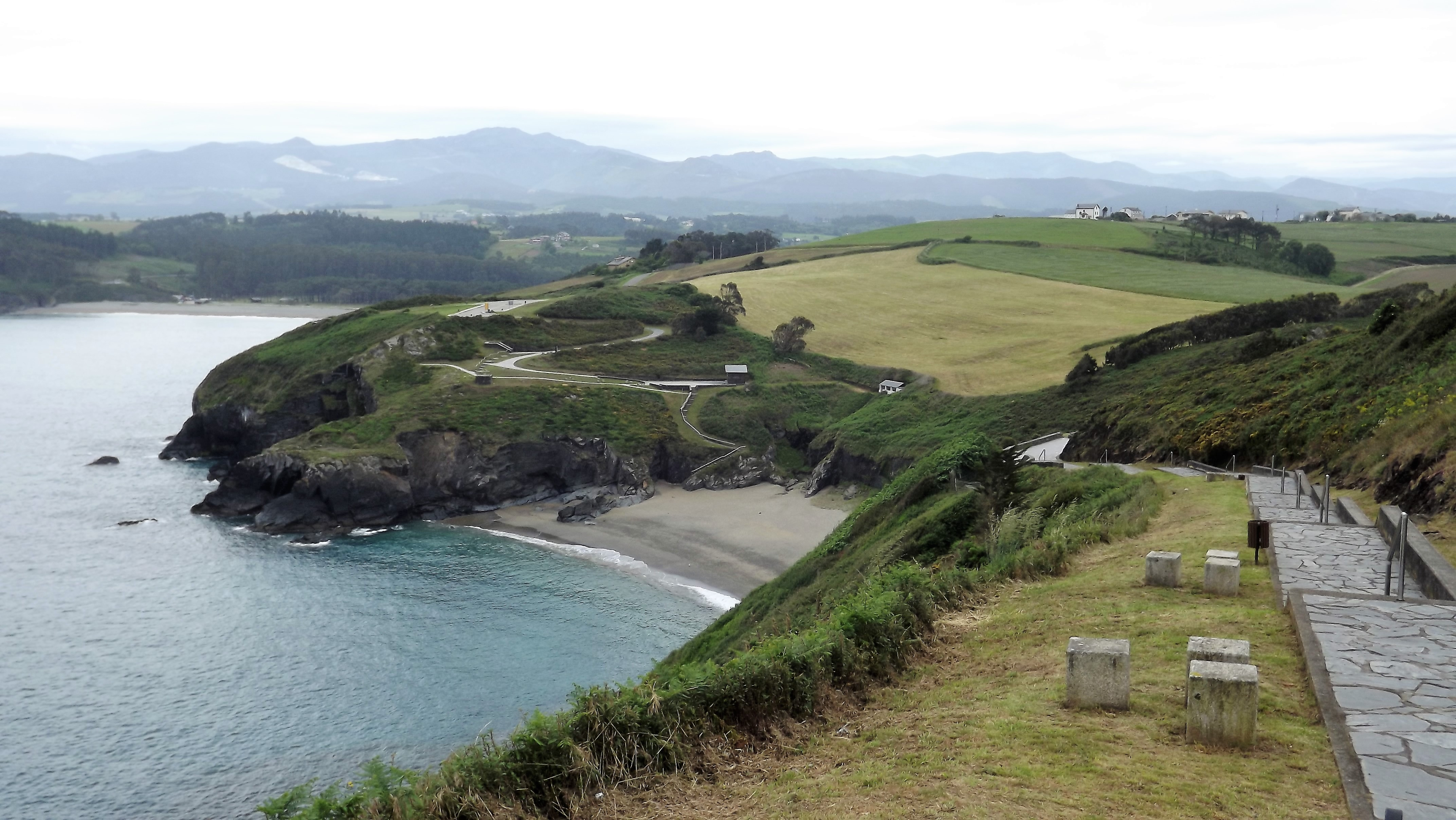
La côte à Coaña.

- Cartavio
- Coaña
- Folgueras
- Lebredo
- Mohías
- Trelles
- Villacondide

## Personnalités
- Eva Canel (1857-1932),  écrivaine et journaliste qui s'est installée à Cuba, est née à Coaña.